# Daniel Sakhnenko
 (mars 2022).
Daniel Fiodorovitch Sakhnenko est un réalisateur ukrainien né près de Dnipro en 1875 et mort en 1930.

## Jeunesse et carrière
Sakhnenko est né près de Dnipro, en Ukraine. Il est mécanicien et ingénieur du cinéma, ainsi que cinéaste.
Il tourne son premier film en 1908, un documentaire sur l'épidémie de choléra à Dnipro, alors connu sous le nom d'Ekaterinoslav. En 1911, Sakhnenko tourne son premier long métrage- Zaporojskaïa setch (ukrainien : Запорозька січ) - à Лоцманська Кам'янка, un village est au sud-est de Dnipro. Ceci est considéré comme le premier long métrage ukrainien. Cette année-là, il a également cofondé la première société cinématographique ukrainienne, Sakhnenko, Schetinin et Co.
Pendant la Première Guerre mondiale, Sakhnenko tourne des films de propagande pour l'État, et pendant la guerre civile russe, il est opérateur de film de l'armée.
À partir de 1921, il travaille à la branche de Dnipro du Comité d'État pour la cinématographie et, à partir de 1925, à l'administration panukrainienne du cinéma photo à Kharkiv.